# Physoschistura
Physoschistura es un género de peces de la familia Balitoridae en el orden de los Cypriniformes.

## Especies
Las especies de este género son:
- Physoschistura brunneana (Annandale, 1918)
- Physoschistura chindwinensis Lokeshwor & Vishwanath, 2012[2]
- Physoschistura dikrongensis Lokeshwor & Vishwanath, 2012[3]
- Physoschistura elongata Sen & Nalbant, 1982
- Physoschistura pseudobrunneana Kottelat, 1990
- Physoschistura raoi (Hora, 1929)
- Physoschistura rivulicola (Hora, 1929)
- Physoschistura shanensis (Hora, 1929)
- Physoschistura tigrinum Lokeshwor & Vishwanath, 2012[4]
- Physoschistura tuivaiensis Lokeshwor, Vishwanath & Shanta, 2012[5]
- Physoschistura yunnaniloides Chen, Kottelat & Neely, 2011[6]